# Roberto Pierri
Roberto Pierri fue un actor y cantor argentino de larga trayectoria.

## Carrera
Protagonista de inolvidables personajes para el cine y el teatro a comienzos del siglo XX, dejó su sello como actor de reparto en varias obras teatrales que encabezó junto a primeras figuras.
También tuvo una destacada labor como cantor de tangos junto con un trío musical compuesto por Alberto Saikevich en guitarra, Carlos Di Sarli en piano y Juan Carlos Cambareri en bandoneón.
Roberto Pierri murió sorpresivamente en 1935.